# 1134 w polityce

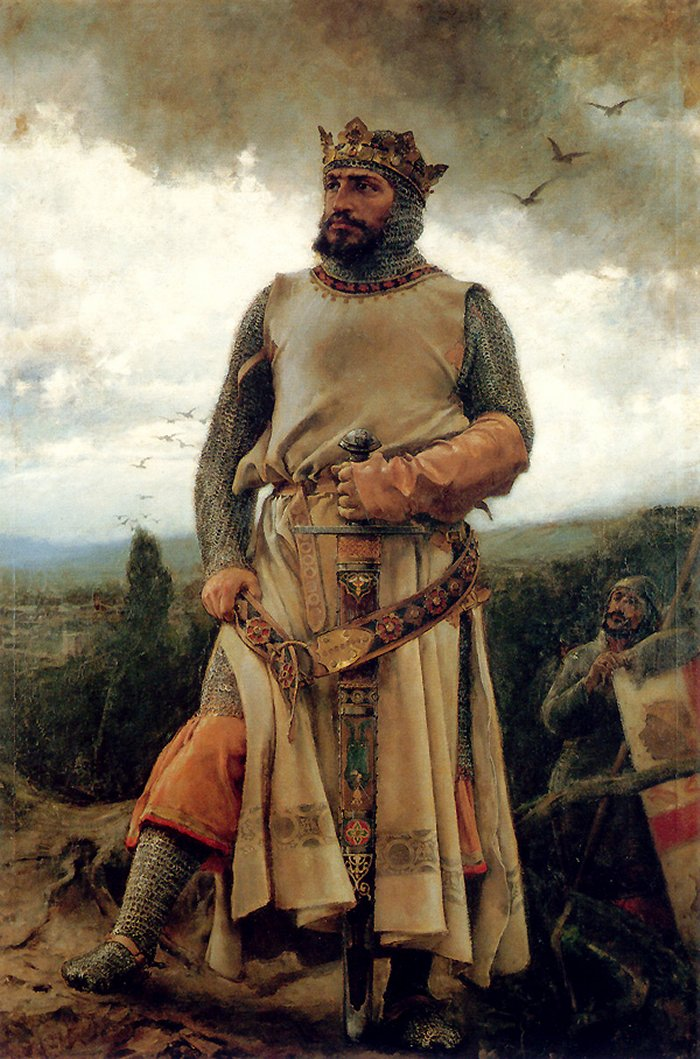
Francisco Pradilla, Alfons I Waleczny

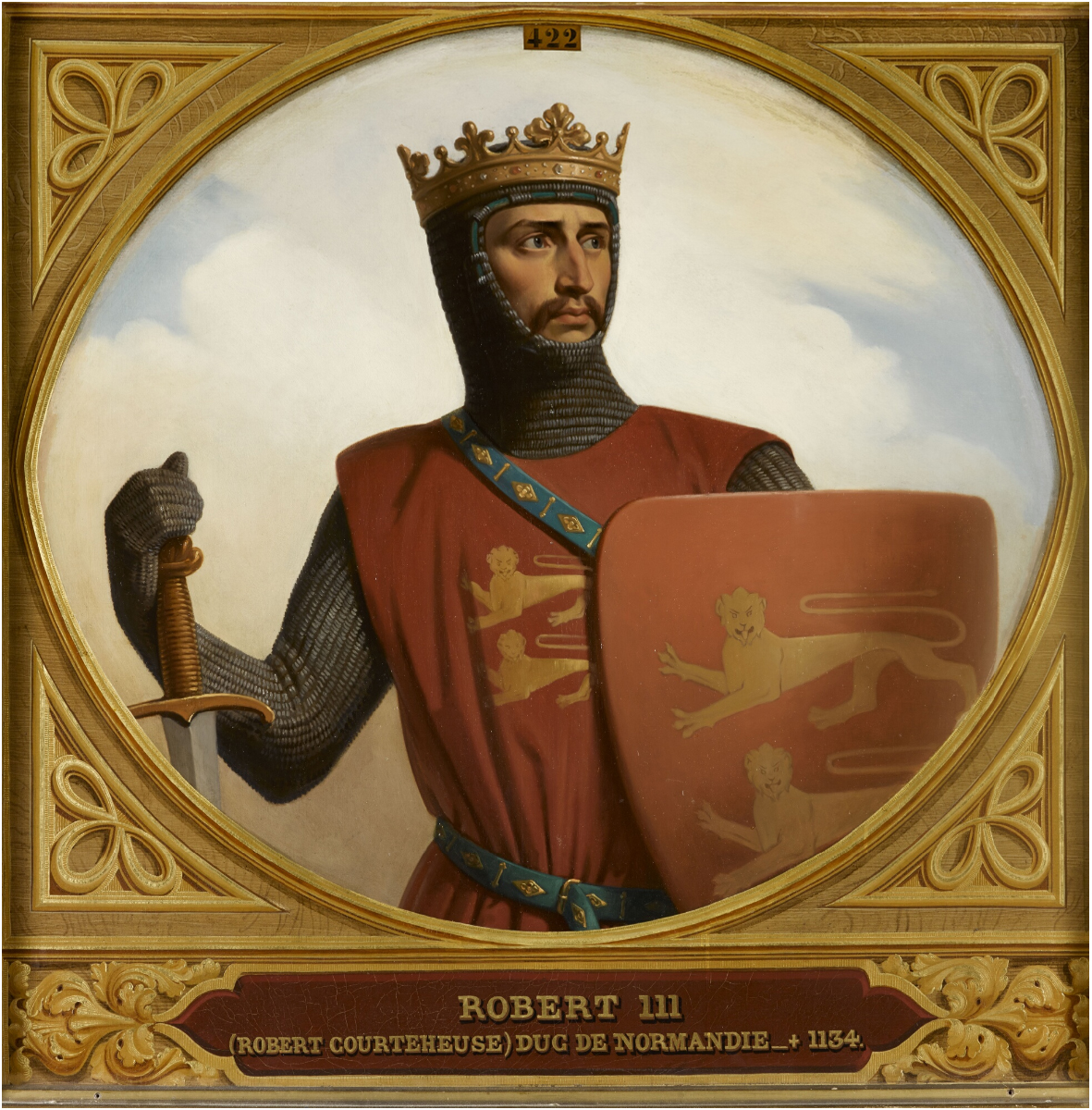
Robert II Krótkoudy, książę Normandii

Wydarzenia polityczne w 1134 roku.

## Wydarzenia
- 4 czerwca - bitwa pod Fodevig: siły jutlandzkie dowodzone przez Magnusa Silnego i Nielsa Starszego zostały rozbite przez koalicyjną armię skańsko-saską dowodzoną przez Eryka II[1]
- 17 lipca Bitwa pod Fragą. W ramach rekonkwisty Alfons I Waleczny pokonuje siły Almorawidów.
- Zerwanie unii Aragonii i Nawarry[2].

## Urodzili się
- Sancho III Upragniony, król Kastylii[3].

## Zmarli
- 10 lutego Robert II Krótkoudy, syn Wilhelma Zdobywcy[4].
- 4 czerwca Magnus Silny, książę duński, pretendent do tronu Szwecji - poległ w bitwie pod Fodevig[5][1].
- 25 czerwca Niels Stary, król Danii.
- 7 września Alfons I Waleczny, król Aragonii i Nawarry w latach 1104–1134[6].